# Cryptus avidus
Cryptus avidus är en stekelart som beskrevs av Woldstedt 1877. Cryptus avidus ingår i släktet Cryptus och familjen brokparasitsteklar. Inga underarter finns listade i Catalogue of Life.